# Medaglia Benemerenti
La Medaglia Benemerenti era un'onorificenza della Santa Sede.

## Storia
La medaglia venne istituita in maniera informale da papa Pio VII nel 1818 dopo la ripresa di potere e la fine del dominio napoleonico a Roma per premiare la fedeltà di coloro che si fossero distinti verso il pontefice. Con papa Gregorio XVI nel 1832 la decorazione venne estesa per la prima volta a premiare anche i sacerdoti e vescovi che si fossero distinti largamente nelle loro diocesi e nelle loro comunità parrocchiali.
Nel 1925 vennero per la prima volta ammessi a ricevere questa decorazione anche i laici e i militari come segno di grande distinzione e di benemerenza verso la chiesa e il Papa. La divisione rimase tale sino all'epoca di Paolo VI il quale abolì la decorazione per istituire al suo posto la Croce pro Benemerenti in un'unica classe come rimane a tutt'oggi.

## Gradi e requisiti
Dalla sua fondazione la decorazione disponeva di tre gradi per ordine di merito:
- Medaglia d'oro
- Medaglia d'argento
- Medaglia di bronzo

Da statuto erano previsti canoni precisi per avere accesso alla decorazione:
- Religiosi: almeno 35 anni di età e 10 di professione religiosa
- Laici: almeno 35 anni di età
- Militari: di norma la decorazione viene riservata ai membri della Guardia Svizzera Pontificia, del Corpo della Gendarmeria Pontificia e del Corpo dei Vigili del Fuoco Pontifici con almeno 35 anni di età, con delle differenze a seconda degli anni di servizio

## Insegne
La medaglia consiste in un tondo d'oro, d'argento o di bronzo (a seconda delle classi) raffigurante sul diritto il volto del pontefice ed avente sul rovescio la scritta "BENEMERENTI". Le insegne della medaglia rimasero tali sino al pontificato di Pio X il quale, ad inizio del Novecento, cambiò la foggia della medaglia, facendole assumere forma di croce sovrastata dal triregno pontificio, forma rielaborata poi da Benedetto XV con la sola tiara sopra la medaglia e le chiavi decussate dietro di essa, con lo stemma pontificio alla base della medaglia. Pio XI stabilì la forma definitiva che la decorazione mantenne praticamente inalterata sino alla sua soppressione, ovvero la medaglia incastonata in una corona d'alloro a bordo; il pontefice stabilì che il sostegno al nastro dovesse consistere in un triregno papale con chiavi decussate dorato nel caso di conferimenti a laici o religiosi, mentre dovesse avere la forma di un trofeo militare nel caso di conferimento a militari.
Il nastro era giallo con una striscia bianca per parte, a riprendere i colori della bandiera pontificia.